# دانا كينغ
دانا كينغ (بالإنجليزية: Dana King)‏ هي مذيعة أخبار وصحفية أمريكية، ولدت في 9 مارس 1960 في كليفلاند في الولايات المتحدة.

## وصلات خارجية
- الموقع الرسمي
- دانا كينغ على موقع IMDb (الإنجليزية)